# 蓝盛新
蓝盛新（1973年—），广西马山人，壮族，中华人民共和国政治人物、第十一届全国人民代表大会广西地区代表。
毕业于广西大学森林生态学专业，是中共党员。担任广西苍梧县沙头镇党委书记。2008年起担任全国人大代表。